# Gibberula hernandezi
Gibberula hernandezi is een slakkensoort uit de familie van de Cystiscidae. De wetenschappelijke naam van de soort is voor het eerst geldig gepubliceerd in 1988 door Contreras & Talavera.